# 紀寶町
紀寶町（日语：／ Kihō chō */?）是位於日本三重縣最南端的行政區劃；南側以熊野川與和歌山縣新宮市鄰接，也因此與新宮市為共同的生活圈。
農業特產為梅爾檸檬，此外在轄區最南端鵜殿地區靠近熊野川出海口處有設立於1951年的北越公司紀州造紙工廠。

## 人口
| 紀寶町人口分布圖 |                                               |  |
| 紀寶町與日本全國年齡別人口分布比較圖 （2005年資料） | 紀寶町的年齡、男女別人口分布圖 （2005年資料） |  |
| ■紫色是紀寶町 ■綠色是全国 | ■藍色是男性 ■紅色是女性                       |  |
| 紀寶町人口變化 \| 1970年 \| 10,899人 \| \| \| 1975年 \| 11,314人 \| \| \| 1980年 \| 12,177人 \| \| \| 1985年 \| 12,783人 \| \| \| 1990年 \| 12,919人 \| \| \| 1995年 \| 12,921人 \| \| \| 2000年 \| 12,824人 \| \| \| 2005年 \| 12,648人 \| \| \| 2010年 \| 11,896人 \| \| \| 2015年 \| 11,207人 \| \| \| 2020年 \| 10,321人 \| \| |                                               |  |
| 資料來源：日本總務省統計中心提供之人口普查數據 |                                               |  |
| 1970年 | 10,899人                                      |  |
| 1975年 | 11,314人                                      |  |
| 1980年 | 12,177人                                      |  |
| 1985年 | 12,783人                                      |  |
| 1990年 | 12,919人                                      |  |
| 1995年 | 12,921人                                      |  |
| 2000年 | 12,824人                                      |  |
| 2005年 | 12,648人                                      |  |
| 2010年 | 11,896人                                      |  |
| 2015年 | 11,207人                                      |  |
| 2020年 | 10,321人                                      |  |

## 歷史
在實施令制國之前屬於熊野國，令制國時代後才併入紀伊國，並劃入牟婁郡。
在江戶時代後成為紀州德川家紀州藩及其御附家老水野氏的紀伊新宮藩領地；19世紀末廢藩置縣後分別改隸屬和歌山縣和新宮縣，1872年第一次府縣整併時改劃入度會縣，1876年再併入三重縣。
1889年日本實施町村制，現在的紀寶町轄區在當時分屬宇和野村、御船村、相野谷村三個行政區劃，1894年宇和野村又被拆分為井田村和鵜殿村；之後井田村、御船村、相野谷村在1954年合併為紀寶町，2006年原本的紀寶町再與鵜殿村合併為新設立的紀寶町。

### 變遷表
| 1889年4月1日 | 1889年 - 1912年      | 1912年 - 1944年      | 1945年 - 1954年             | 1955年 - 1989年             | 1989年 - 現在              | 現在                       |
| ------------ | -------------------- | -------------------- | --------------------------- | --------------------------- | -------------------------- | -------------------------- |
| 御船村       | 御船村               | 御船村               | 1954年10月31日 合併為紀寶町 | 1954年10月31日 合併為紀寶町 | 2006年1月10日 合併為紀寶町 | 2006年1月10日 合併為紀寶町 |
| 相野谷村     |                      |                      | 1954年10月31日 合併為紀寶町 | 1954年10月31日 合併為紀寶町 | 2006年1月10日 合併為紀寶町 | 2006年1月10日 合併為紀寶町 |
| 宇和野村     | 1894年2月13日 井田村 | 1894年2月13日 井田村 | 1954年10月31日 合併為紀寶町 | 1954年10月31日 合併為紀寶町 | 2006年1月10日 合併為紀寶町 | 2006年1月10日 合併為紀寶町 |
| 宇和野村     | 1894年2月13日 鵜殿村 |                      |                             |                             | 2006年1月10日 合併為紀寶町 | 2006年1月10日 合併為紀寶町 |

## 交通
紀寶町聯外的主要通道為公路國道42號和鐵路紀勢本線，其中鐵路鵜殿車站為町內的主要車站。
町內的客運路線由紀寶町町民巴士所經營，同時也有開設至新宮車站的路線。三重交通開設有至名古屋市是新宮市的長途客運，也有在町內停靠。

### 鐵路
- 東海旅客鐵道
  - 紀勢本線：（←御濱町） - 紀伊井田車站 - 鵜殿車站 - （新宮市→）

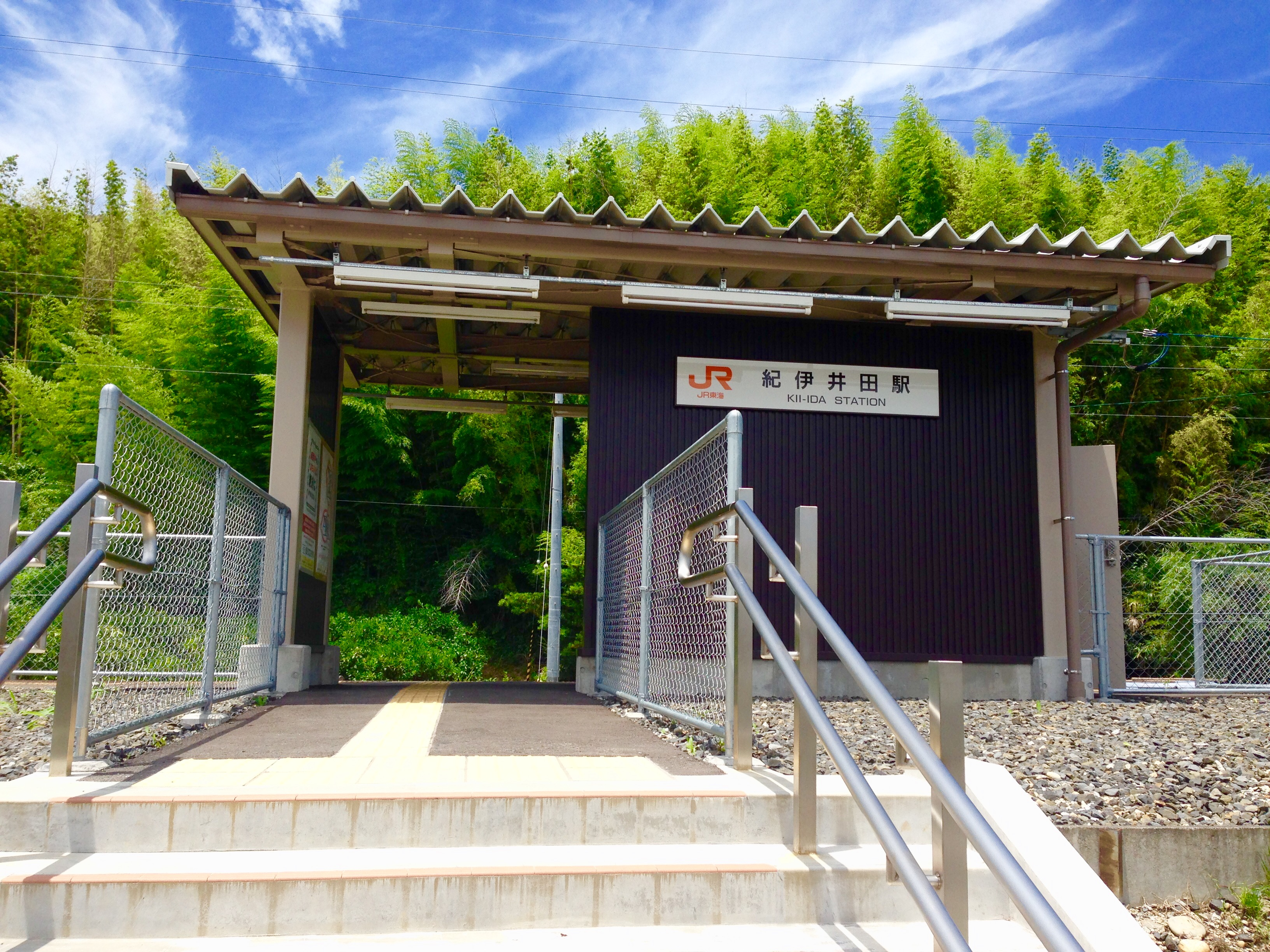
紀伊井田車站
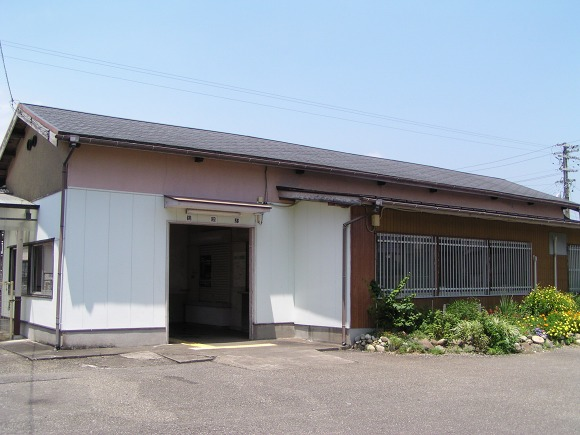
鵜殿車站

## 觀光資源
位於熊野川對岸的熊野速玉大社在熊野川上靠紀寶町一側有座約2,200平方公尺大的御船島，每年10月舉辦的熊野速玉祭中，第二天的御船祭會由裝載了神體的神幸船、諸手船、齋主船，與9艘早船一同駛去繞御船島三圈，
飛雪瀑布是位於熊野川中游岸邊的淺里地區的淺里神社內，瀑布高度落差約30米、寬度約12米，為淺里神社的神域；在其一旁也設有露營場。
紀寶町的海岸線往北經御濱町一直到熊野市為被稱為七里御濱的沙灘，已被劃入吉野熊野國立公園，其中在紀寶町井田地區的海岸為海龜上岸產卵的保護區。

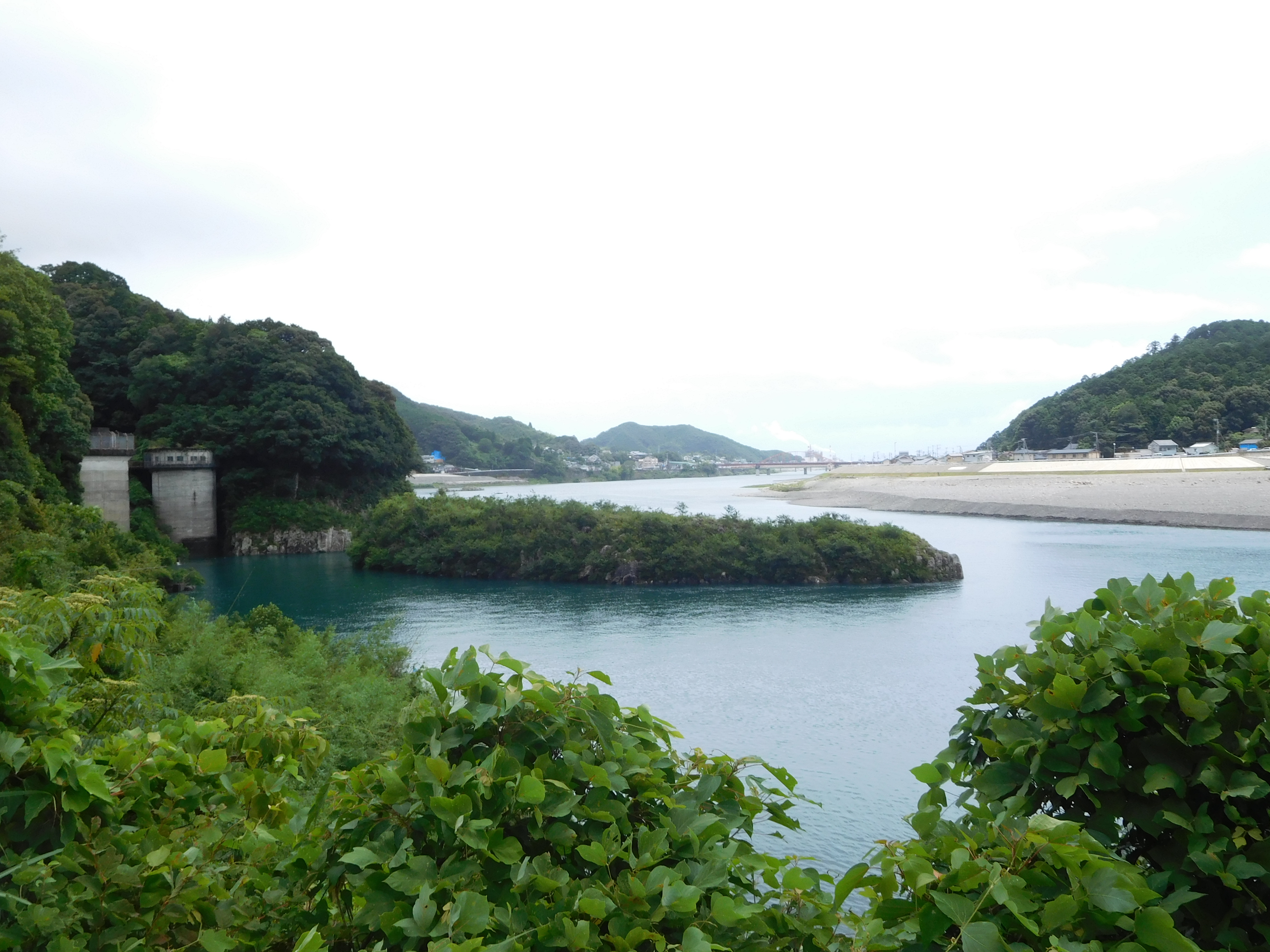
從紀寶町岸邊看到的御船島
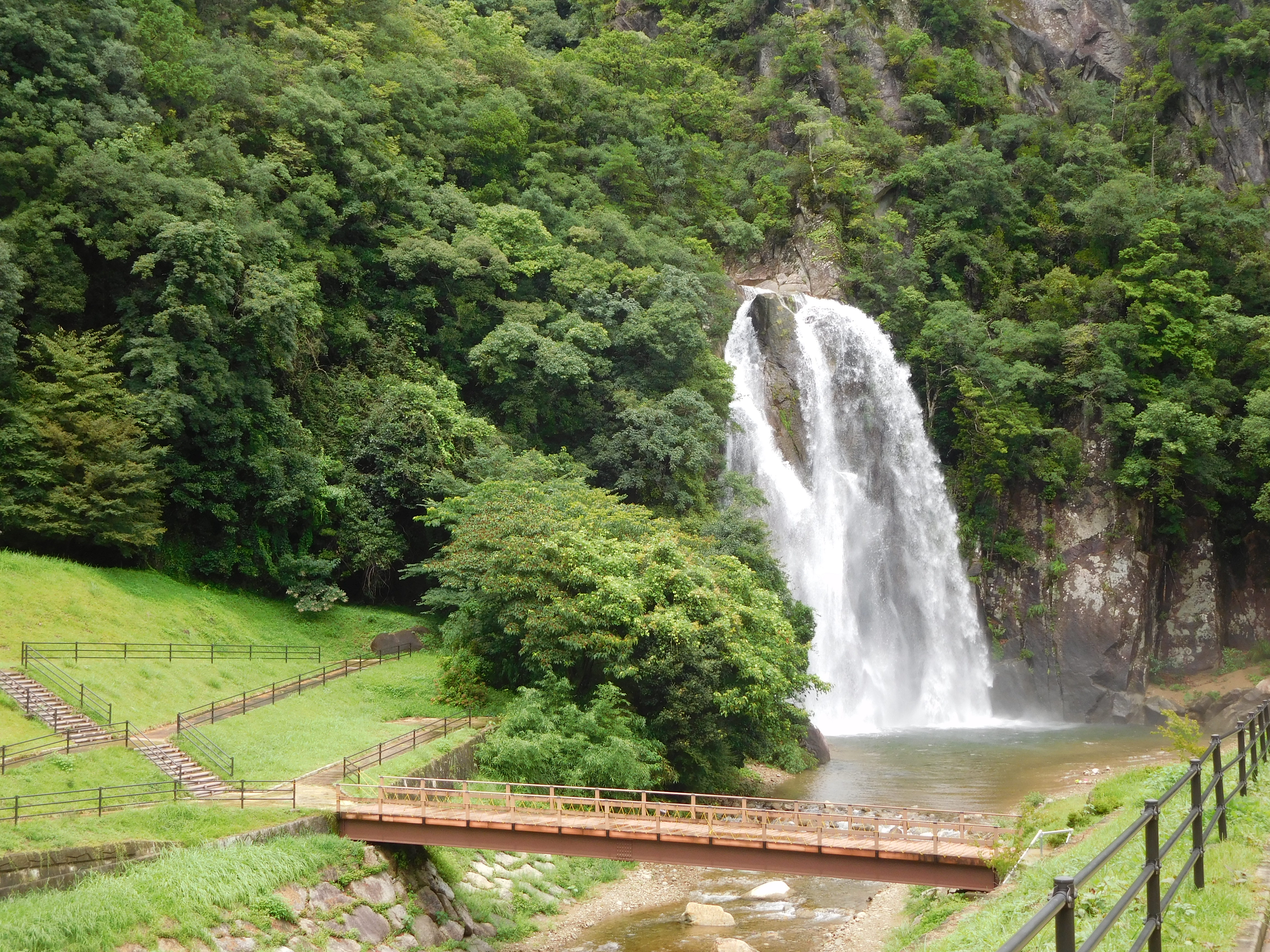
飛雪瀑布
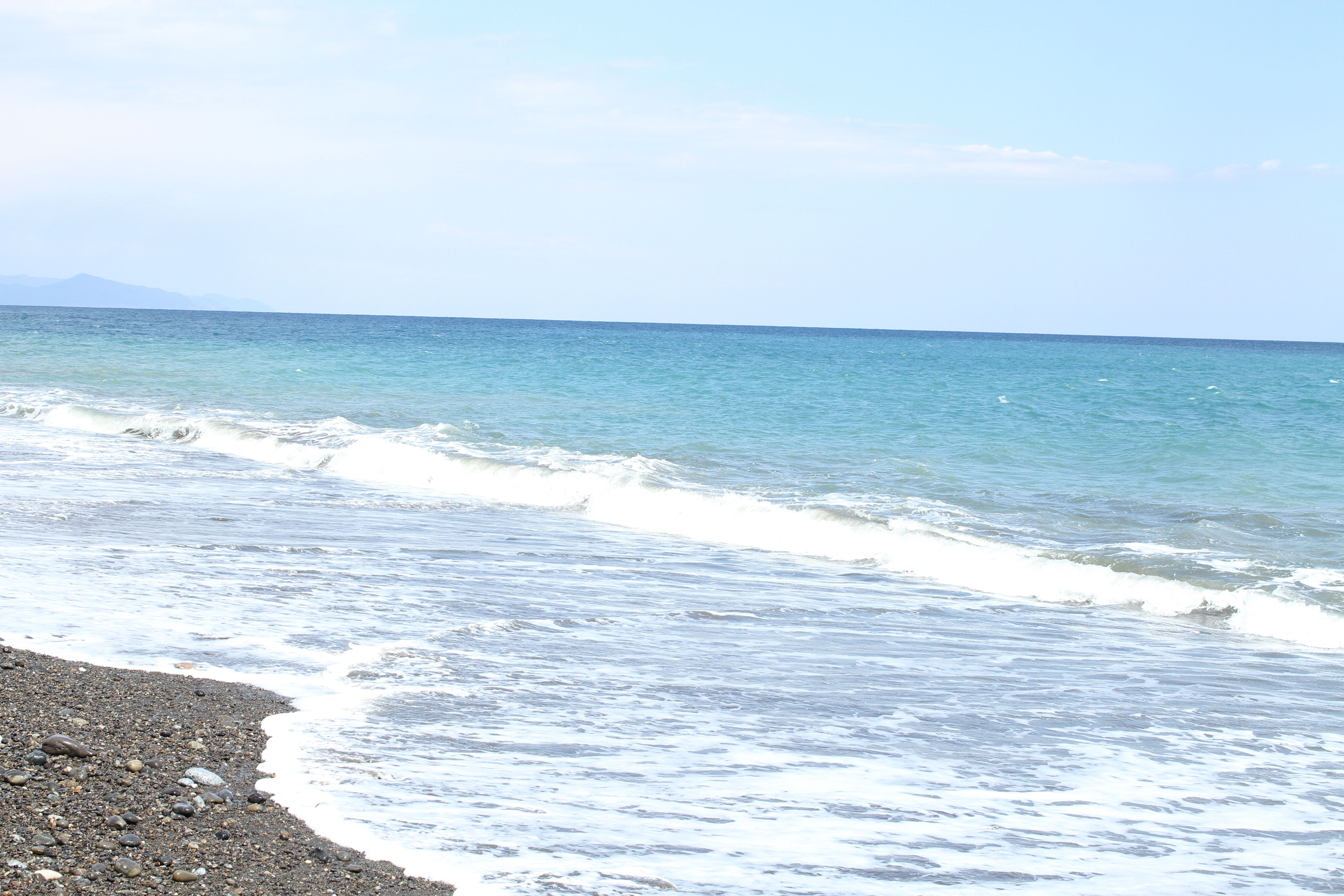
在紀寶町井田地區的七里御濱

## 外部連結
- （日語） 紀寶町公所的X（前Twitter）
- OpenStreetMap上有關紀寶町的地理